# Marcus Strickland
Marcus Strickland (* 24. února 1979 Gainesville) je americký jazzový saxofonista. Je dvojčetem jazzového bubeníka Enocha Jamala Stricklanda. Svou profesionální kariéru zahájil roku 1997. Po dobu pěti let hrál v kapele bubeníka Roye Haynese. Své první sólové album nazvané At Last vydal roku 2001. Následovala řada dalších alb. Roku 2015 podepsal smlouvu s vydavatelstvím Blue Note Records. V roce 2016 vydal desku Nihil Novi, kterou produkovala Meshell Ndegeocello. Během své kariéry spolupracoval s mnoha dalšími hudebníky, mezi něž patří například Mike Moreno, Lonnie Plaxico a Dave Douglas.